# Johannes von Blaskowitz
Johannes von Blaskowitz (alemany: Johannes Blaskowitz)  (Bolshaya Polyana, 10 de juliol de 1883 - Nuremberg, 5 de febrer de 1948) fou un general de l'exèrcit alemany durant la Segona Guerra Mundial. Després d'unir-se a l'Exèrcit Imperial Alemany el 1901, Blaskowitz va servir durant tota la Primera Guerra Mundial, on va guanyar la Creu de Ferro per valentia. Durant la Segona Guerra Mundial, Blaskowitz va dirigir el 8è Exèrcit durant la invasió de Polònia i va ser el comandant en cap de la Polònia ocupada de 1939 a 1940. Durant la guerra, va ser condecorat amb la Creu de Cavaller de la Creu de Ferro amb Fulles de Roure i Espases .
Després de la guerra, va ser acusat de crims de guerra al judici de l'Alt Comandament a Nuremberg. Es va suïcidar durant el judici el 5 de febrer de 1948.

## Biografia
Blaskowitz nasqué el 10 de juliol de 1883 al poble de Paterswalde (Prússia Oriental), Alemanya (actualment Bolshaya Polyana, a l'óblast de Kaliningrad, Rússia). Era fill d'un pastor protestant, Hermann Blaskowitz, i la seva esposa Marie Blaskowitz, de soltera Kuhn. El 1894, Blaskowitz va ingressar a l'escola de cadets de Köslin (actualment Koszalin, Polònia) i després a la de Berlín Lichterfelde.
Durant la Primera Guerra Mundial serví com a oficial d'infanteria de l'exèrcit alemany. Va servir als fronts oriental i occidental i va ser empleat a l'Estat Major General. Va ascendir a comandar una companyia d'infanteria el 1918 i va ser guardonat amb la Creu de Ferro per valentia.

## Període d'entreguerres
El servei militar de Blaskowitz li va assegurar un lloc a la petita Reichswehr de la postguerra durant la República de Weimar, a través de les files de la qual va ascendir al rang de general. Segons sembla, la seva actitud envers la presa del poder pels nazis el 1933 va ser indiferent perquè creia que les forces armades havien de ser "políticament neutrals".
Del 15 de març de 1939 al 21 de març de 1939 fou Reichsprotektor del protectorat de Bohèmia-Moràvia.
A principis de 1939 va comandar les forces alemanyes que ocupaven Txecoslovàquia, i va ser ascendit a general d'infanteria i se li va atorgar el comandament del 8è Exèrcit just abans de l'esclat de la Segona Guerra Mundial. Va ser burlat per la deficient llengua txeca utilitzada en el primer decret com a comandant d'ocupació. Va ser substituït immediatament per la versió corregida del decret.

## Invasió de Polònia
Durant la invasió de Polònia, el 8è Exèrcit sota el comandament de Blaskowitz va ser responsable de la part nord del front sota el Grup d'Exèrcits Sud, liderat per Gerd von Rundstedt . El 8è Exèrcit va veure un combat intens durant la Batalla de Bzura i més tard va assetjar la capital polonesa de Varsòvia . El 28 de setembre de 1939, Blaskowitz va acceptar la rendició del general Tadeusz Kutrzeba i de les forces poloneses a Varsòvia. Després de la campanya, va ser guardonat amb la Creu de Cavaller de la Creu de Ferro, ascendit a Generaloberst i nomenat Comandant en Cap de l'Exèrcit Oriental de Polònia el 20 d'octubre de 1939.

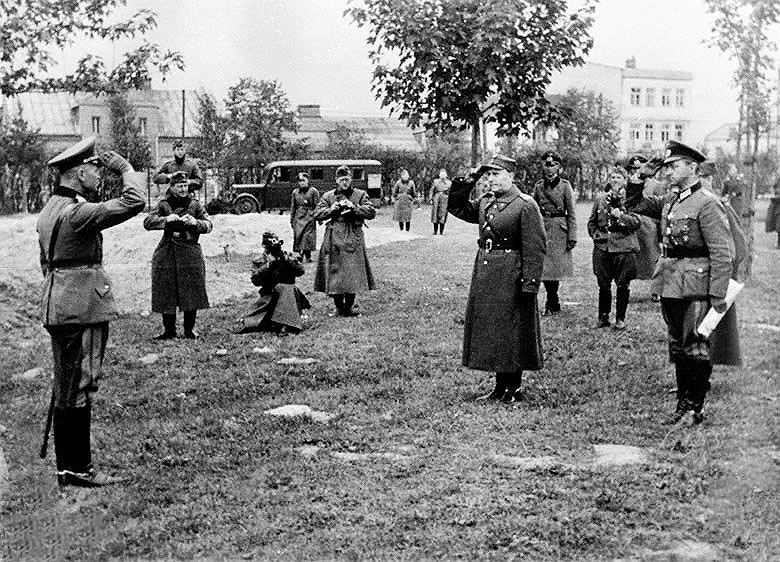
Tadeusz Kutrzeba lliura la capital polonesa de Varsòvia a Blaskowitz (esquerra), 27 de setembre de 1939

Com a soldat tradicional, Blaskowitz mantenia un ferm control sobre els homes sota el seu comandament en les seves relacions amb civils i s'oposava a la participació de l'exèrcit en crims de guerra per part de les SS i els Einsatzgruppen. Va dictar condemnes a mort a membres de les SS per crims contra la població civil, que van ser rescindides per Adolf Hitler. Entre novembre de 1939 i febrer de 1940 va escriure diversos memoràndums a alts càrrecs militars, en què detallava les atrocitats de les SS a Polònia, els seus efectes negatius sobre els soldats de la Wehrmacht, l'actitud insolent de les SS envers l'exèrcit i advertia que les SS "podrien més tard girar-se contra el seu propi poble de la mateixa manera". Tanmateix, les seves protestes no van produir resultats i simplement li van valer l'enemistat de Hitler, Hans Frank, Reinhard Heydrich i Heinrich Himmler, mentre que el cap d'estat major Alfred Jodl les va qualificar d'ingènues i "innecessàries".

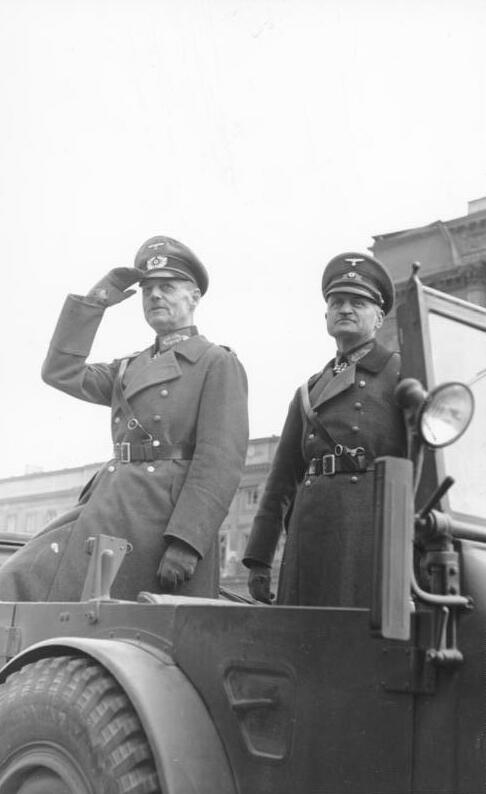
Blaskowitz (dreta) amb Rundstedt durant la desfilada de la victòria a Varsòvia, 1939

El comandant en cap Walther von Brauchitsch va enviar el primer memoràndum de Blaskowitz a Hitler el 18 de novembre, qui va llançar una diatriba contra Blaskowitz, denunciant les seves preocupacions sobre el degut procés com a "infantils" i menyspreant la seva "actitud de l'Exèrcit de Salvació. El febrer de 1940, Blaskowitz va preparar una llista de 33 queixes contra les SS. Entre les seves queixes hi havia escorcolls al despullat i violacions de dones jueves, una orgia de fuetades a Nasielsk que va afectar 1.600 jueus i un cas clar de barreja racial comès per un oficial subaltern de les SS. Blaskowitz va concloure que «és un error massacrar uns 10.000 jueus i polonesos, com s'està fent actualment; perquè —pel que fa a la massa de la població— això no erradicarà la idea d'un estat polonès, ni els jueus seran exterminats». Blaskowitz va ser destituït del seu comandament el 29 de maig de 1940. Havent-se trobat així amb la ira de Hitler, Blaskowitz va ser l'únic Generaloberst d'aquell moment que no va ser ascendit a Generalfeldmarschall a l'estiu de 1940 després de la caiguda de França.

## Ocupació de França
Després de la caiguda de França el maig de 1940, Blaskowitz estava inicialment destinat a comandar el 9è Exèrcit per a tasques d'ocupació, però el nomenament va ser bloquejat per Hitler i, en canvi, va ser nomenat a principis de juny de 1940 per a un càrrec relativament menor com a governador militar del nord de França, un càrrec que va ocupar fins a l'octubre de 1940, quan va ser transferit al comandament del 1r Exèrcit, a la costa sud-oest entre Bretanya i els Pirineus. Blaskowitz mantingué aquest càrrec fins a l'octubre de 1940 quan va ser transferit al comandament del Primer Exèrcit. Retingué aquest càrrec fins al maig de 1944 quan fou nomenat comandant en cap del Heeresgruppe G.

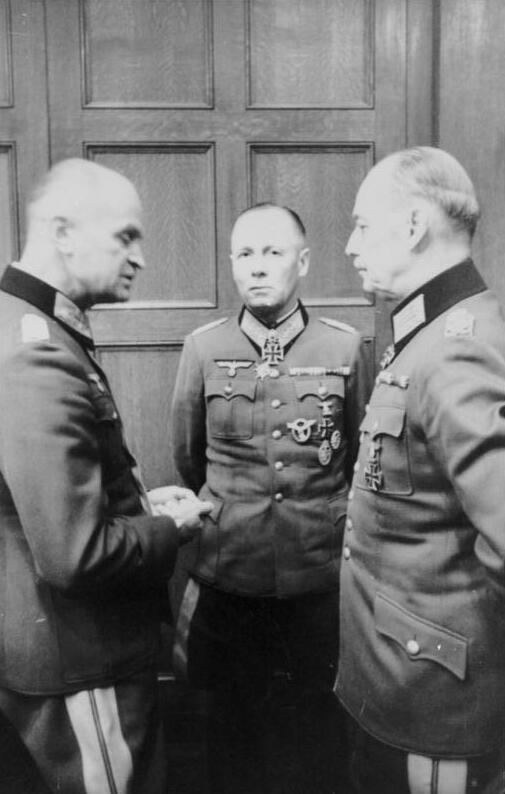
Blaskowitz (esquerra) en una reunió informativa a París amb els mariscals de camp Rommel i von Rundstedt, maig de 1944

El 10 de novembre de 1942, el 1r i el 7è Exèrcit sota el comandament de Blaskowitz van iniciar la Operació Anton, l'ocupació militar de la França de Vichy. El 1r Exèrcit va avançar des de la costa atlàntica, paral·lela a la frontera espanyola, mentre que el 7è Exèrcit va avançar des del centre de França cap a Vichy i Toló. L'exèrcit francès de Vichy, amb 50.000 homes, va prendre posicions defensives al voltant de Toulon, però quan es va enfrontar a les demandes alemanyes de dissoldre's, ho va fer, ja que no tenia la capacitat militar per resistir. Al vespre de l'11 de novembre, els tancs alemanys havien arribat a la costa mediterrània. Anton va marcar el final del règim de Vichy com a estat nominalment independent. Tanmateix, les forces de Blaskowitz no van aconseguir assegurar la flota francesa de Vichy a Toló, que va ser enfonsada pels francesos.
El maig de 1944, després del nomenament de Gerd von Rundstedt com a comandant en cap a l'Oest, Blaskowitz va ser nomenat cap del Grup d'Exèrcits G. Aquest comandament relativament petit, format pel 1r Exèrcit i el 19è Exèrcit, va rebre la tasca de defensar el sud de França de la imminent invasió aliada. Quan era a Normandia, va aconseguir convèncer el mariscal de camp Erwin Rommel que els "rumors" que Rommel havia sentit sobre les atrocitats al front oriental eren realment certs.
Segons l'historiador Christopher Clark, a França, Blaskowitz va intentar "construir una relació constructiva amb la població local", tot i que les condicions per fer-ho eren pitjors que a Polònia. Va animar les tropes desplegades per donar suport a l'agricultura francesa a actuar "desinteressadament". D'una banda, va intentar garantir que la contrainsurgència alemanya es dugués a terme d'acord amb les normes internacionals en la mesura del possible. Es va distanciar públicament de les unitats que van cometre la massacre d'Oradour-sur-Glane. D'altra banda, quan els prefectes de Tolosa es van queixar de crims contra civils en els procediments "antiterroristes" duts a terme per les SS, Blaskowitz va defensar el dret de l'exèrcit alemany a defensar-se, tot i que va admetre que de vegades persones innocents van resultar ferides: "...Va recomanar que es digués a les autoritats franceses que "és imperatiu que de vegades persones innocents siguin víctimes de les bales [...]". Contra aquesta lluita [és a dir, per part dels partidaris de la Resistència], la Wehrmacht s'ha de defensar i ho farà amb tots els mitjans de poder al seu abast. Després del complot de la bomba de juliol, va enviar una nota que proclamava la lleialtat a Hitler. Clark especula que potser temia ser sospitós. No hi havia proves que suggereixin que Blaskowitz protestés mai per la deportació de jueus de França. Tot i que els formularis d'avaluació de l'exèrcit, compilats per Rundstedt, el descrivien com a nacionalsocialista, Christopher Clark opina que Blaskowitz probablement mai va tenir cap vincle ideològic amb el nazisme. Segons Clark, el professionalisme va permetre a Blaskowitz seguir els seus propis principis fins i tot contra el Zeitgeist polític, però el mateix professionalisme el va fer inadequat per a la resistència política. Després d'una visita a l'octubre de 1943, el membre de la resistència alemanya Ulrich von Hassell va lamentar que no fos fructífer discutir amb Blaskowitz, que ho veia tot des d'un punt de vista militar. Des d'aquest "punt de vista molt limitat", el que es pensés sobre el caràcter moral del règim quedava eclipsat pel deure envers els seus superiors i les seves tropes, així com les persones el destí de les quals "ara penjava d'un equilibri".

## Campanya Oest 1944-1945

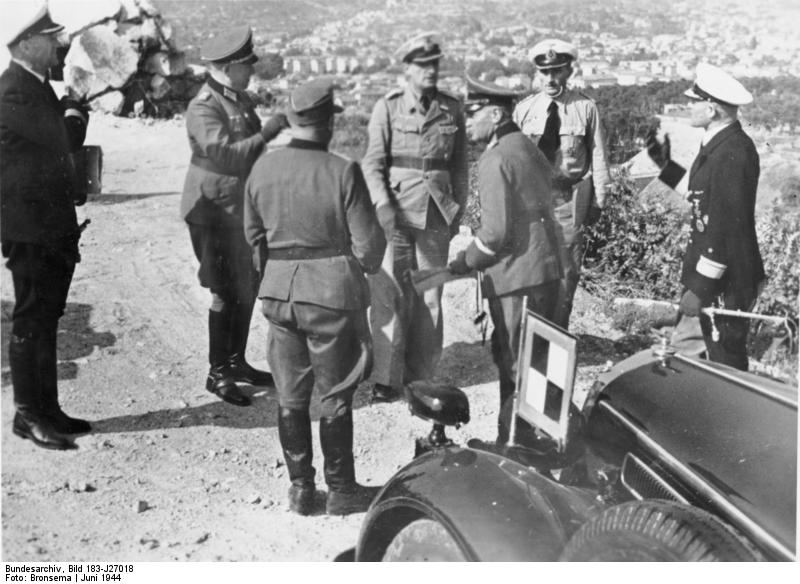
Blaskowitz com a comandant del Grup d'Exèrcits G, inspeccionant les defenses alemanyes a França, juny de 1944

La invasió del sud de França va començar el 15 d'agost de 1944 amb l'Operació Dragoon, quan les forces aliades van desembarcar a la Riviera entre Toló i Cannes. Les forces de Blaskowitz s'havien debilitat pel trasllat de les seves divisions a altres fronts i la substitució dels seus soldats per Ostlegionen de tercera categoria equipats amb equipament obsolet. Tot i estar molt superat en nombre i mancat de defensa aèria, Blaskowitz va portar tropes, va estabilitzar el front i va liderar una retirada de combat cap al nord per evitar l'encerclament. Les unitats de l'exèrcit dels Estats Units van perseguir les forces de Blaskowitz a través de les muntanyes Vosges abans de fer una pausa per reagrupar-se i reabastecer-se de combustible a principis de setembre. Allà, les tropes de Blaskowitz van rebre reforços del 5è Exèrcit Panzer sota el comandament de Hasso von Manteuffel . Blaskowitz estava al comandament general de les forces alemanyes que defensaven Nancy, tot i que la ciutat estava encerclada i va caure el 15 de setembre de 1944, la majoria de les forces alemanyes van escapar de l'encerclament.
El setembre de 1944, el Grup d'Exèrcits G va ser rebutjat a la regió d'Alsàcia, prop de la frontera alemanya. Blaskowitz volia atrinxerar les seves forces, però Hitler li va ordenar que contraataqués immediatament el Tercer Exèrcit dels Estats Units de George S. Patton. Tant Manteuffel com Blaskowitz es van adonar de la futilitat d'una acció així, però van obeir les ordres. El seu atac prop d'Arracourt va sorprendre les forces nord-americanes en un estat de desordre i les va fer retrocedir fins a prop de Lunéville entre el 18 i el 20 de setembre, moment en què la resistència es va endurir i l'atac es va suspendre. Com a resultat, Hitler va rellevar sumàriament Blaskowitz, substituint-lo per Hermann Balck. L'aturada del Tercer Exèrcit al setembre va permetre a les forces de Blaskowitz reforçar la fortalesa de Metz. Les forces de Patton van arribar per primera vegada a la fortalesa de Metz el 5 de setembre de 1944, forçant una rendició alemanya el 21 de novembre de 1944. La batalla de Metz va durar més de 10 setmanes, amb ambdós bàndols patint moltes baixes. Un intent del Tercer Exèrcit de prendre el Fort Driant, just al sud de Metz, també va ser frustrat. Blaskowitz va revisar la decisió de Patton de llançar un atac directe contra les fortificacions de Metz dient: "Un atac directe sobre Metz era innecessari. La zona de la fortalesa de Metz podria haver estat emmascarada. En canvi, un gir cap al nord en direcció a Luxemburg i Bitburg hauria tingut més èxit i hauria causat el col·lapse del flanc dret del nostre 1r Exèrcit seguit del col·lapse del nostre 7è Exèrcit."
Balck no va poder aturar l'avanç del Tercer Exèrcit, i a finals de desembre va ser rellevat del comandament del Grup d'Exèrcits G. Blaskowitz va ser cridat al seu comandament anterior i se li va ordenar atacar a Alsàcia-Lorena en suport de l'ofensiva en curs de les Ardenes. L'objectiu de l'ofensiva era destruir el Setè Exèrcit dels Estats Units i el Primer Exèrcit francès, així com prendre Estrasburg. L'1 de gener de 1945, a l'Operació Nordwind, el Grup d'Exèrcits G va atacar el Setè Exèrcit, obligant-lo a retirar-se. No obstant això, els alemanys van ser aturats prop de Haguenau a finals de gener i no van aconseguir els seus objectius principals.

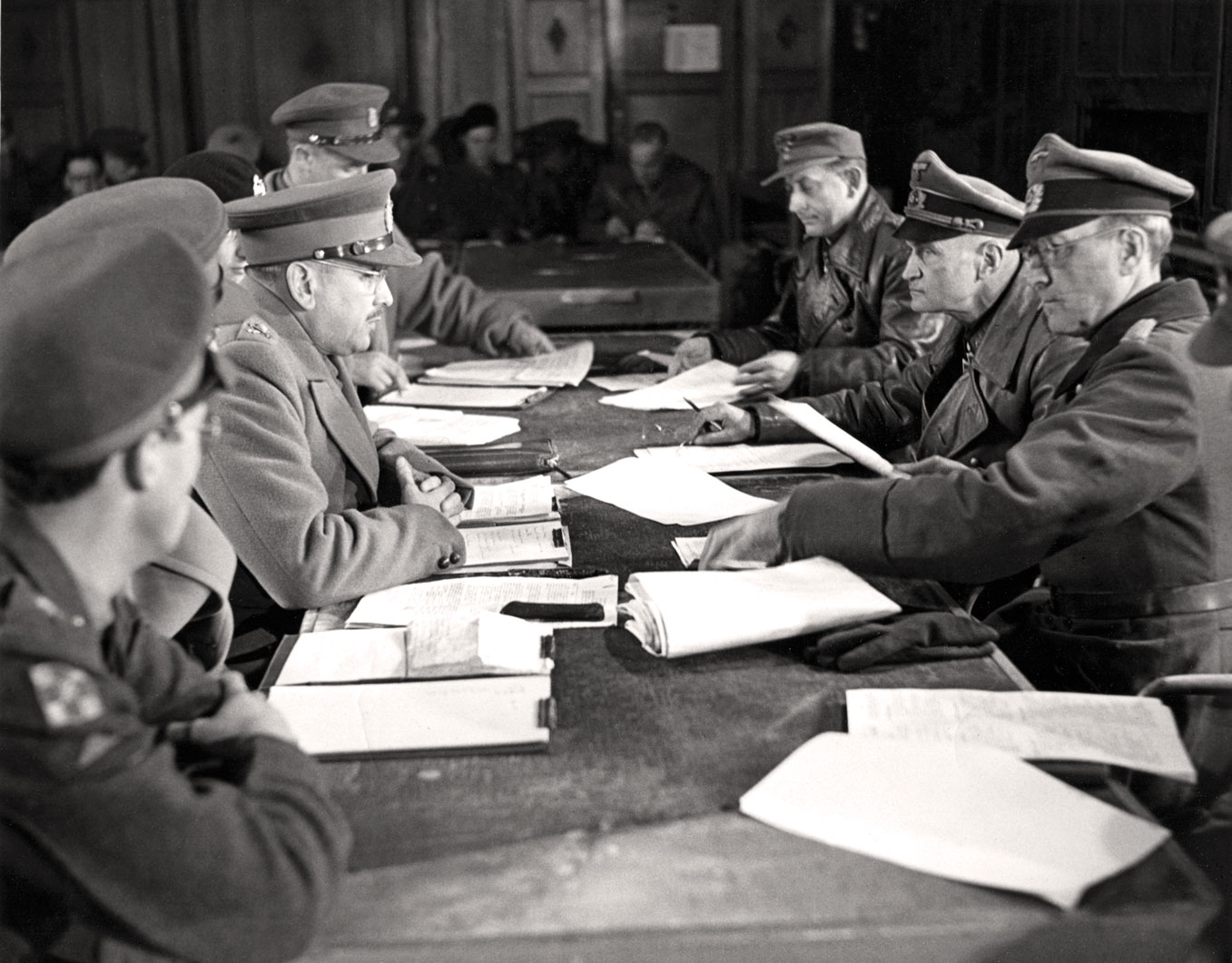
Blaskowitz (segon per la dreta) lliura les forces alemanyes als Països Baixos a oficials canadencs.

Blaskowitz va ser posteriorment transferit als Països Baixos el 30 de gener, on va succeir Kurt Student com a comandant del Grup d'Exèrcits H. Durant els tres mesos següents va dur a terme una retirada de combat contra el 2n Exèrcit britànic i va ser condecorat amb la Creu de Cavaller d'Espases. Aquest comandament va ser redissenyat a principis d'abril de 1945 i Blaskowitz va esdevenir comandant en cap de la part nord (encara ocupada) dels Països Baixos. Durant la Gran Fam neerlandesa de 1944–45, Blaskowitz va permetre corredors aeris per als llançaments aeris aliats d'aliments i medicaments a la població civil neerlandesa.
El 5 de maig Blaskowitz fou cridat a l'Hotel de Wereld a Wageningen pel tinent general Charles Foulkes, comandant del I Canadian Corps, per a discutir la rendició de les forces alemanyes als Països Baixos. El príncep Bernat, actuant com a comandant en cap de les Forces Interiors neerlandeses, també assistí a la trobada. Blaskowitz acceptà tots els termes enumerats per Foulkes, però en tot l'edifici hi ha qui diu que en tota la ciutat sencera- no es va trobar cap màquina d'escriure; per tant no es pogué mecanografiar el document de rendició. L'endemà es tornaren a reunir les mateixes persones i llavors Blaskowitz pogué firmar el document de rendició, el qual ja s'havia pogut mecanografiar.

## Acusació i judici
Blaskowitz va ser jutjat per crims de guerra al Judici de l'Alt Comandament (Cas núm. 12), un dels judicis de Nuremberg posteriors. En un cas conegut va ser acusat d'ordenar l'execució de dos desertors després de la rendició alemanya. Es va suïcidar el 5 de febrer de 1948. Després d'escapar-se dels seus guàrdies, va saltar d'un balcó al pati interior de l'edifici judicial. Durant els judicis de Nuremberg, Blaskowitz i Werner von Blomberg, ministre de Guerra durant els anys que van conduir a la Segona Guerra Mundial, van signar declaracions jurades en què declaraven que:
| «                                   | Tot el grup d'estat major i oficials de front alemanys creia que la qüestió del Corredor Polonès s'hauria de resoldre algun dia, si calia per la força de les armes. Una guerra per esborrar les pèrdues polítiques i econòmiques derivades de la creació del Corredor Polonès es considerava un deure sagrat, tot i que una trista necessitat. Abans de 1938-39, els generals alemanys no s'oposaven a Hitler. Hitler va produir els resultats que tots desitjàvem ferventment. | » |
| — Blaskowitz i Werner von Blomberg, | |   |

Tant l'acusació com el suïcidi han estat considerats des de llavors un enigma pels estudiosos, ja que Blaskowitz gairebé amb tota seguretat hauria estat absolt de tots els càrrecs i la seva defensa li havia dit que esperés ser absolt. Segons Hans Laternser, l'advocat defensor de l'acusat principal, Wilhelm von Leeb, la fiscalia li va dir: "Blaskowitz no necessitava fer això, ja que segurament hauria estat absolt". Això va portar Laternser a qüestionar l'acusació. Segons Clark, Blaskowitz podia haver comptat amb una absolució. La historiadora Jen Scholten afirma al llibre de Norbert Frei sobre les elits de l'Alemanya nazi que els jutges de Nuremberg van veure expressament Blaskowitz com un exemple positiu de com s'haurien pogut comportar els oficials de la Wehrmacht.